# Смоленская улица (Санкт-Петербург)
Смоле́нская у́лица — улица в Московском районе Санкт-Петербурга. Проходит от Московского проспекта за Заозёрную улицу.

## История
Название Смоленская улица присвоено 16 февраля 1884 года, дано по городу Смоленску.

## Достопримечательности
- Смоленский сквер;
- № 14 — Гипрообр (Государственный институт проектирования учреждений образования);
- № 18А — Хлебозавод Московского района;
- № 31А (ул. Заозёрная, 20) — дом-коммуна «Порт-Артур», 1903—1904, архитектор Владимир Кондратьев[3][4]. По идее Кондратьева, дом предназначался как образцовое жильё для рабочих с семьями, кооперативный устав в оригинальном виде включал такие пункты как «взаимное благоустройство» и «взаимная помощь», которые не были одобрены Министерством внутренних дел. За публикацию устава без требуемых изменений архитектора арестовали, а банкам запретили выдавать кредиты на его проект. Закончить строительство он смог, взяв в долг 250 тыс. рублей у князя Л. М. Кочубея. В открытом доме-коммуне работали баня, библиотека, музыкальная комната, по выходным проводили кинопоказы, а на лето открывался детский сад в Петергофе[5].